# Ceratocanthus
Ceratocanthus är ett släkte av skalbaggar. Ceratocanthus ingår i familjen Hybosoridae.

## Dottertaxa tillCeratocanthus, i alfabetisk ordning[1]
- Ceratocanthus aeneus
- Ceratocanthus amazonicus
- Ceratocanthus aureolus
- Ceratocanthus baniensis
- Ceratocanthus basilicus
- Ceratocanthus bicinctoides
- Ceratocanthus bicinctus
- Ceratocanthus bonfilsi
- Ceratocanthus brasiliensis
- Ceratocanthus chalceus
- Ceratocanthus clypealis
- Ceratocanthus ebeninus
- Ceratocanthus eberti
- Ceratocanthus eulampros
- Ceratocanthus fuscoviridis
- Ceratocanthus globulus
- Ceratocanthus gundlachi
- Ceratocanthus humeralis
- Ceratocanthus inca
- Ceratocanthus major
- Ceratocanthus mathani
- Ceratocanthus micans
- Ceratocanthus micros
- Ceratocanthus monrosi
- Ceratocanthus nanus
- Ceratocanthus niger
- Ceratocanthus nitidus
- Ceratocanthus pararelucens
- Ceratocanthus pauliani
- Ceratocanthus pecki
- Ceratocanthus perpunctatus
- Ceratocanthus politus
- Ceratocanthus pseudosuturalis
- Ceratocanthus punctolineatus
- Ceratocanthus punctulatus
- Ceratocanthus pyritosus
- Ceratocanthus quadristriatus
- Ceratocanthus relucens
- Ceratocanthus rotundicollis
- Ceratocanthus semipunctatus
- Ceratocanthus semistriatus
- Ceratocanthus seriatus
- Ceratocanthus sesquistriatus
- Ceratocanthus sexstriatus
- Ceratocanthus spinicornis
- Ceratocanthus steinbachi
- Ceratocanthus striatulus
- Ceratocanthus suturalis
- Ceratocanthus suturaloides
- Ceratocanthus termiticola
- Ceratocanthus turquinensis
- Ceratocanthus undulatus
- Ceratocanthus vicarius